# الزوجة المفقودة
الزوجة المفقودة (في نسخة الإصدار العربيّ) أو كما تُعرف بالعنوان الأصلي فتاة مفقودة (بالإنجليزية: Gone Girl) هي رواية إثارة تمزج بين نوعي الغموض والجريمة، كتبتها الأديبة الأميركية جيليان فلين. نشرتها مجموعة كراون للنشر في يونيو من عام 2012. ذاع صيت الرواية وسرعان ما وصلت إلى قائمة نيويورك تايمز لأكثر الكتب مبيعًا. يأتي شعور التشويق في الرواية من الحيرة بشأن ما إذا كان نيك دون ضالعًا في اختفاء زوجته أيمي أم لا.
في عدة مقابلات، قالت فلين إنها استلهمت الرواية من حادثة اختفاء ليسي بيترسون الكاليفورنيّة في أواخر العام 2002. استفادت من تجربتها الشخصية وقتما سُرحت من عملها بصفة كاتبة لمجلة إنترتينمنت ويكلي في تصوير شخصياتها الرئيسية كتّابًا عاطلين عن العمل.
تلقى النقاد في الولايات المتحدة الرواية بإيجابية وكتبوا مراجعات إيجابية لها. أثنى المراجعون على استخدام الرواية للسرد غير الموثوق، والحبكات الملتوية، والتشويق.
أُعد عن الرواية فيلم سينمائي أُطلق في يوم 3 أكتوبر من عام 2014، من إخراج ديفيد فينشر، لكنه من كتابة جيليان فلين بنفسها، لعب فيه بين أفليك وروزاموند بايك الأدوار الرئيسية. حقق الفيلم نجاحًا تجاريًا ولاقى استحسانًا نقديًا واسع النطاق.

## ملخص الحبكة
يتمحور الجزء الأول من الرواية حول زواج نيك دون وزوجته أيمي. تتناوب الآراء فيه بين منظور نيك ومنظور أيمي، اللذين تختلف وجهات نظرهما حول زواجهما اختلافًا كبيرًا. مثلًا، يصف نيك علاقة الثنائي في الوقت الراهن، بينما يصف ما أدرجته أيمي في مذكراتها علاقتهما في الماضي. تصور مذكرات أيمي نيك على أنه زوج عدائي، ومزاجي، وكسول، ويُنذر بالخطر، في حين يصف نيك أيمي بأنها صعبة المراس بصورة لا داعي لها، ومعادية للمجتمع، وعنيدة، وكمالية لا منطقية.
عندما يفقد كل من نيك وأيمي وظيفته في مدينة نيويورك، ينتقلان إلى مسقط رأس نيك في شمال كارثيج، ميزوري، للمساعدة في الاعتناء بوالدة نيك المريضة. يسبب هذا الأمر انعطافة في زواجهما: إذ أن أيمي كانت تحب حياتهما في نيويورك، وتكره العيش في الوسط الغربي، وسرعان ما تبدأ بالسخط على نيك لحمله إياها على الانتقال إلى مدينته.
في الذكرى السنوية لزواجهما، تختفي أيمي دون أن تترك أثرًا، ويصبح نيك في النهاية مشتبهًا به في حادثة اختفائها. يقود افتقاره للمشاعر حول اختفاء أيمي واكتشاف أن أيمي كانت حاملًا عندما فُقدت إلى جانب أسباب أخرى كلًا من الشرطة والرأي العام للاعتقاد بأن نيك ربما قد قتل زوجته.
في النصف الثاني من الكتاب، يعرف القارئ أن الشخصيات الأساسية رواة غير موثوقين وأنه لم يُمنح المعلومات بأكملها. يتبين أن نيك كان يخون زوجته، ويتبين أن أيمي حية ومختبئة وتحاول توريط نيك «بموتها» انتقامًا لما تراه ظلمًا منه بحقها. يتكشّف أن حملها ومحتويات مذكراتها زائفة؛ إذ أن أيمي لفقتها بغية الإمعان في تجريم نيك. مع ذلك، تُحبط خطتها عندما تتعرض للسرقة في النُزل حيث كانت تختبئ. يائسةً، تطلب المساعدة من عشيقها السابق ديزي كولينغز، الذي يوافق على إخفائها في بيت البحيرة خاصته لكنه سرعان ما يصير متملكًا، ما يُشعر أيمي بأنها مُحاصرة.
في هذه الأثناء، يكتشف نيك أن أيمي تحاول إلصاق تهمة قتلها به معتمدًا على الأغراض التي اشترتها مستخدمة بطاقات ائتمان باسمه وخبأتها في مخزن أخته مارغو الخشبي مع هدية ذكرى الزواج السنوية خاصتها المتمثلة في دميتي بنش وجودي، واحدة منهما ينقصها مقبض. مع ذلك، نظرًا إلى أن الأدلة التي تركتها له على طريق البحث عن كنز عيد زواجهما مبهمة للغاية، وبناءً على دعاباتهما الخصوصية التي لن يفهمها شخص آخر، لا يكون لديه سبيل لإثبات ذلك.
يعمل نيك والمحامي سويًا لتغيير الرأي العام حول نيك. يُمنح مقابلة مع مضيف برنامج حواري رائج، يتظاهر نيك خلالها بأسفه لعدم إخلاصه ويناشد أيمي العودة. تنطلي الخدعة على الرأي العام، لكن الشرطة -لسوء الحظ- تكتشف الأغراض الموجودة في المخزن الخشبي والتي يقسم نيك على أنه لم يشترِها: صناديق من أفلام إباحية مهينة وعنيفة، ومذكرات أيمي. بعد أسابيع، تُبرز الشرطة مقبض دميتي بنش وجودي المفقود الذي كان قد نُقع بدم أيمي وعُثر عليه في النهر ويعتقلون نيك.
في منزل ديزي على البحيرة، ترى أيمي المقابلة على التلفاز وتقتنع بأن نيك يرغب بعودتها حقًا. تقتل ديزي بعد أن تغريه وترجع إلى زوجها، المُفرج عنه بكفالة. إثر عودتها، تُلفق قصة فحواها أن ديزي اختطفها وأسرها. رغم معرفة نيك بأنها كاذبة، لا دليل لديه على ذلك وتُفرض عليه العودة إلى الحياة الزوجية مع أيمي وتهدأ الضجة الإعلامية.
رغم أنه مُجبر على البقاء مع زوجته، يبدأ نيك قُريب ذلك كتابة مذكرات تفصّل جرائم أيمي وخداعها. مدركة لنوايا نيك بفضح كذباتها، تخصب أيمي نفسها مستخدمة سائل نيك المنوي الذي كانا قد حفظاه في عيادة خصوبة وتحمل. تُجبره بعدها على حذف كتابه مهددة إياه بحرمانه من طفلهما غير المولود بعد. في النهاية، يمحي نيك مذكراته ويختار البقاء مع أيمي من أجل الطفل.

## روابط خارجية
- الزوجة المفقودة على موقع الموسوعة البريطانية (الإنجليزية)